# Guardians (álbum)
Guardians es el noveno álbum de estudio de la banda estadounidense de metalcore August Burns Red. Fue lanzado el 3 de abril de 2020 a través de Fearless Records y fue producido por Carson Slovak y Grant McFarland. Es su último álbum lanzado con este sello antes de que la banda firmara con SharpTone Records en 2022.

## Lanzamiento y promoción
El 6 de febrero de 2020, August Burns Red lanzó su primer sencillo, "Defender". Simultáneamente, la banda anunció el álbum, su portada, la lista de canciones y la fecha de lanzamiento. El 26 de febrero, lanzaron su segundo sencillo, "Bones". El 26 de marzo, una semana antes del lanzamiento del álbum, lanzaron su tercer sencillo, "Paramount".
Tras el lanzamiento del álbum el 3 de abril, la banda planeó una gira completa por Norteamérica para promocionar con Killswitch Engage; sin embargo, la gira se retrasó debido a la pandemia de COVID-19.

## Lista de canciones
Todas las letras escritas por Brent Rambler, excepto lo que se indique.
| N.º | Título                | Duración |  |
| 1.  | «The Narrative»       | 4:09     |  |
| 2.  | «Bones»               | 4:15     |  |
| 3.  | «Paramount»           | 4:48     |  |
| 4.  | «Defender»            | 4:21     |  |
| 5.  | «Lighthouse»          | 4:13     |  |
| 6.  | «Dismembered Memory»  | 4:09     |  |
| 7.  | «Ties That Bind»      | 4:18     |  |
| 8.  | «Bloodletter»         | 3:40     |  |
| 9.  | «Extinct by Instinct» | 4:43     |  |
| 10. | «Empty Heaven»        | 4:25     |  |
| 11. | «Three Fountains»     | 6:21     |  |

## Posicionamiento en lista
| Lista (2020)                          | Posición |
| ------------------------------------- | -------- |
| Alemania (Offizielle Top 100)         | 24       |
| Australian Albums (ARIA)              | 54       |
| Austria (Ö3 Austria)                  | 41       |
| Estados Unidos (Billboard 200)        | 53       |
| Estados Unidos (Christian Albums)     | 1        |
| Estados Unidos (Top Hard Rock Albums) | 2        |
| Estados Unidos (Top Rock Albums)      | 4        |
| Portugal (AFP)                        | 39       |
| Suiza (Schweizer Hitparade)           | 22       |

## Personal
August Burns Red
- Jake Luhrs – voz principal
- JB Brubaker – guitarra principal
- Brent Rambler – guitarra rítmica
- Dustin Davidson – bajo, coros, guitarra adicional
- Matt Greiner – batería, piano